# Rosalie (Nebraska)
Rosalie – wieś w Stanach Zjednoczonych, w stanie Nebraska, w hrabstwie Thurston.